# Новоолександрівське (Павлоградський район)
Новоолекса́ндрівське — село в Україні, у Павлоградському районі Дніпропетровської області. Входить до складу Межиріцької сільської громади. До 2017 року орган місцевого самоврядування — Карабинівська сільська рада. Населення за переписом 2001 року становить 208 осіб.

## Населення

### Мова
Розподіл населення за рідною мовою за даними перепису 2001 року:
| Мова       | Кількість | Відсоток |
| ---------- | --------- | -------- |
| українська | 191       | 91.83%   |
| російська  | 16        | 7.69%    |
| румунська  | 1         | 0.48%    |
| Усього     | 208       | 100%     |

## Географія
Село Новоолександрівське знаходиться на березі річки Березнегувата, вище за течією на відстані 5,5 км розташоване село Лиманське, нижче за течією на відстані 3 км розташоване село Карабинівка. Річка в цьому місці пересихає. Поруч проходять автомобільні дороги М30 (E50), Т 0426 і залізниця, станція Мінеральна за 2 км.